# Harmattan

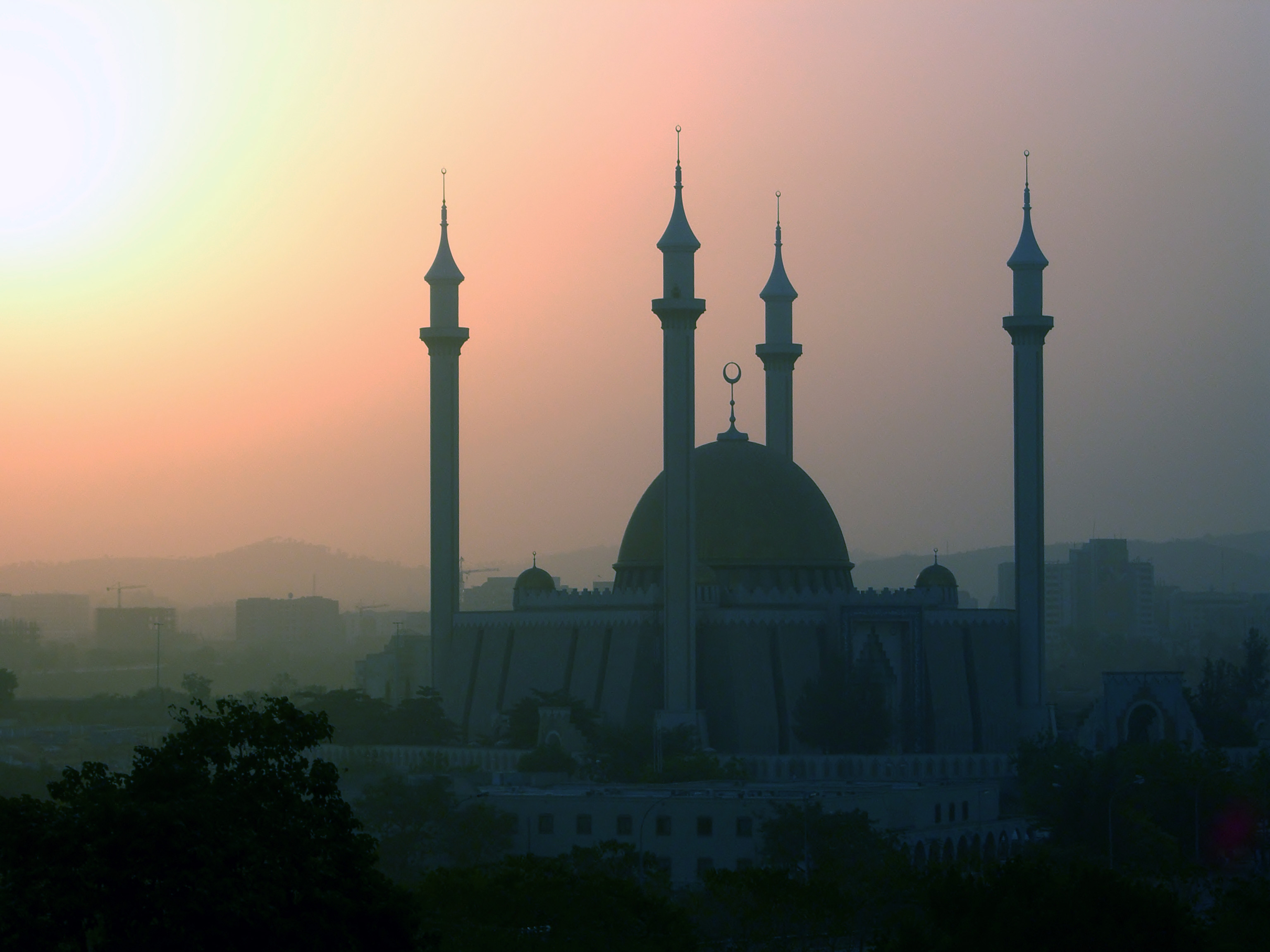
Harmattan envoltant la mesquita d'Abuja a Nigèria.

El harmattan és un vent càlid i polsós constant, propi del límit meridional del Sàhara, que bufa quan hi dominen els alisis del nord-est. Bufa del sud del Sàhara cap al golf de Guinea entre el final de novembre i la meitat de març (hivern).
En passar pel desert recull partícules fines de pols (entre 0,5 i 10 micròmetres). Quan bufa fort pot dur pols i sorra a Amèrica del Nord.
En alguns països de l'Àfrica occidental pot limitar la visibilitat i bloquejar el Sol durant diversos dies, comparable a una espessa boira.
Sobre els avions provoca danys de milions de dòlars en el fuselatge i cancel·lació de vols. La interacció del harmattan amb el monsó pot causar tornados.
Causa malestar en les persones.